# Jour 1
Jour 1 is de debuutsingle van de Franse zangeres Louane uit 2014, afkomstig van haar debuutalbum Chambre 12.
Het nummer werd een grote hit in Frankrijk en Wallonië. Het haalde de 6e positie in Frankrijk. In Nederland deed "Jour 1" niets in de hitlijsten, in Vlaanderen bereikte het de 49e positie in de Tipparade.